# Evlitoral
Évlitorál ali emerzíjski pás je morski pas, ki sega v območje bibavice (plima in oseka).